# Almese
Almese és un comune (municipi) de la ciutat metropolitana de Torí, a la regió italiana del Piemont, situat a uns 27 quilòmetres a'oest de Torí. A 1 de gener de 2019 la seva població era de 6.378 habitants.
Almese limita amb els següents municipis: Avigliana, Caselette, Rubiana, Val della Torre i Villar Dora.